# Смријечно
Смријечно је насеље у општини Плужине у Црној Гори. Према попису из 2003. било је 81 становника (према попису из 1991. било је 116 становника).

## Демографија
У насељу Смријечно живи 68 пунолетних становника, а просечна старост становништва износи 48,5 година (42,6 код мушкараца и 54,8 код жена). У насељу има 27 домаћинстава, а просечан број чланова по домаћинству је 3,00.
У овом селу је рођен академик Љубомир Тадић, отац Бориса Тадића, председника Србије. Борис Тадић је посетио Смријечно у петак 9. јула 2010. током дводневне званичне посете Црној Гори.
Становништво у овом насељу веома је хетерогено, а у последња три пописа, примећен је пад у броју становника.

## Знаменити мештани
- Спасоје Тадић, комитски четовођа и четнички командант
- Љубомир Тадић, академик и филозоф

|  |

| Демографија | Демографија | Демографија |
| Година      | Становника  | Становника  |
| ----------- | ----------- | ----------- |
|             |             |             |
|             |             |             |
|             |             |             |
|             |             |             |
| 1948.       | 231         |             |
| 1953.       | 254         |             |
| 1961.       | 245         |             |
| 1971.       | 187         |             |
| 1981.       | 126         |             |
| 1991.       | 116         | 112         |
| 2003.       | 81          | 81          |
|             |             |             |
|             |             |             |

| Етнички састав према попису из 2003.‍ | Етнички састав према попису из 2003.‍ | Етнички састав према попису из 2003.‍ | Етнички састав према попису из 2003.‍ | Етнички састав према попису из 2003.‍ |
| ------------------------------------ | ------------------------------------ | ------------------------------------ | ------------------------------------ | ------------------------------------ |
|                                      |                                      |                                      |                                      |                                      |
| Срби                                 | Срби                                 |                                      | 49                                   | 60,49%                               |
| Црногорци                            | Црногорци                            |                                      | 17                                   | 20,98%                               |
| Југословени                          | Југословени                          |                                      | 3                                    | 3,70%                                |
| непознато                            | непознато                            |                                      | 0                                    | 0,0%                                 |

| Година пописа     | 1948. | 1953. | 1961. | 1971. | 1981. | 1991. | 2003. |
| ----------------- | ----- | ----- | ----- | ----- | ----- | ----- | ----- |
| Број домаћинстава | 55    | 52    | 47    | 43    | 38    | 34    | 27    |

| Број чланова      | 1  | 2 | 3 | 4 | 5 | 6 | 7 | 8 | 9 | 10 и више | Просек |
| ----------------- | -- | - | - | - | - | - | - | - | - | --------- | ------ |
| Број домаћинстава | 27 | 7 | 5 | 6 | 2 | 5 | 1 | 1 | 0 | 0         | 0      |

| Пол    | Укупно | Неожењен/Неудата | Ожењен/Удата | Удовац/Удовица | Разведен/Разведена | Непознато |
| ------ | ------ | ---------------- | ------------ | -------------- | ------------------ | --------- |
| Мушки  | 39     | 20               | 15           | 3              | 0                  | 1         |
| Женски | 36     | 11               | 14           | 10             | 1                  | 0         |
| УКУПНО | 75     | 31               | 29           | 13             | 1                  | 1         |

| Пол    | Укупно                    | Пољопривреда, лов и шумарство | Рибарство                            | Вађење руде и камена | Прерађивачка индустрија       |
| ------ | ------------------------- | ----------------------------- | ------------------------------------ | -------------------- | ----------------------------- |
| Мушки  | 12                        | 7                             | 0                                    | 0                    | 2                             |
| Женски | 2                         | 1                             | 0                                    | 0                    | 0                             |
| УКУПНО | 14                        | 8                             | 0                                    | 0                    | 2                             |
| Пол    | Производња и снабдевање   | Грађевинарство                | Трговина                             | Хотели и ресторани   | Саобраћај, складиштење и везе |
| Мушки  | 0                         | 0                             | 1                                    | 0                    | 0                             |
| Женски | 0                         | 0                             | 0                                    | 1                    | 0                             |
| УКУПНО | 0                         | 0                             | 1                                    | 1                    | 0                             |
| Пол    | Финансијско посредовање   | Некретнине                    | Државна управа и одбрана             | Образовање           | Здравствени и социјални рад   |
| Мушки  | 0                         | 0                             | 0                                    | 1                    | 0                             |
| Женски | 0                         | 0                             | 0                                    | 0                    | 0                             |
| УКУПНО | 0                         | 0                             | 0                                    | 1                    | 0                             |
| Пол    | Остале услужне активности | Приватна домаћинства          | Екстериторијалне организације и тела | Непознато            | Непознато                     |
| Мушки  | 1                         | 0                             | 0                                    | 0                    | 0                             |
| Женски | 0                         | 0                             | 0                                    | 0                    | 0                             |
| УКУПНО | 1                         | 0                             | 0                                    | 0                    | 0                             |